# Diego Quint y Riaño
Diego Cayetano Quint y Riaño (* Lima, 1700-?) fue un noble criollo y funcionario colonial que ejerció altos cargos políticos y administrativos en el Virreinato del Perú. Se le concedió el Marquesado de San Felipe el Real de Chile.

## Biografía
Sus padres fueron los limeños Diego José Quint y Tello de Guzmán, y María de Riaño. Pasó a establecerse en La Paz, donde ejerció sucesivamente los cargos de maestre de campo (1726), alcalde ordinario (1729) y juez ordinario del Tribunal del Santo Oficio. Nombrado corregidor de Larecaja (1733-1745), incentivó la expansión de las misiones de Apolobamba y la penetración evangelizadora entre los indígenas.
De regreso a Lima, ejerció las funciones de contador del Tribunal Mayor de Cuentas, donde el virrey Conde de Superunda le otorgó el título de Marqués de San Felipe el Real de Chile (25 de agosto de 1745), posteriormente confirmado por el rey Fernando VI mediante real cédula del 17 de diciembre de 1746, además exonerándolo a perpetuidad del pago de los impuestos de lanzas y medias anatas.

## Matrimonio y descendencia
Se casó en La Paz, el 25 de diciembre de 1724, con María Antonia Fernández Dávila, de cuya unión tuvo la siguiente descendencia:
1. Juan Manuel Quint y Fernández Dávila, II marqués de San Felipe el Real de Chile, casado con Luisa Bouso Varela. Sin sucesión.
2. Diego Quint y Fernández Dávila, intendente de Puno.